# تشذيب تزييني

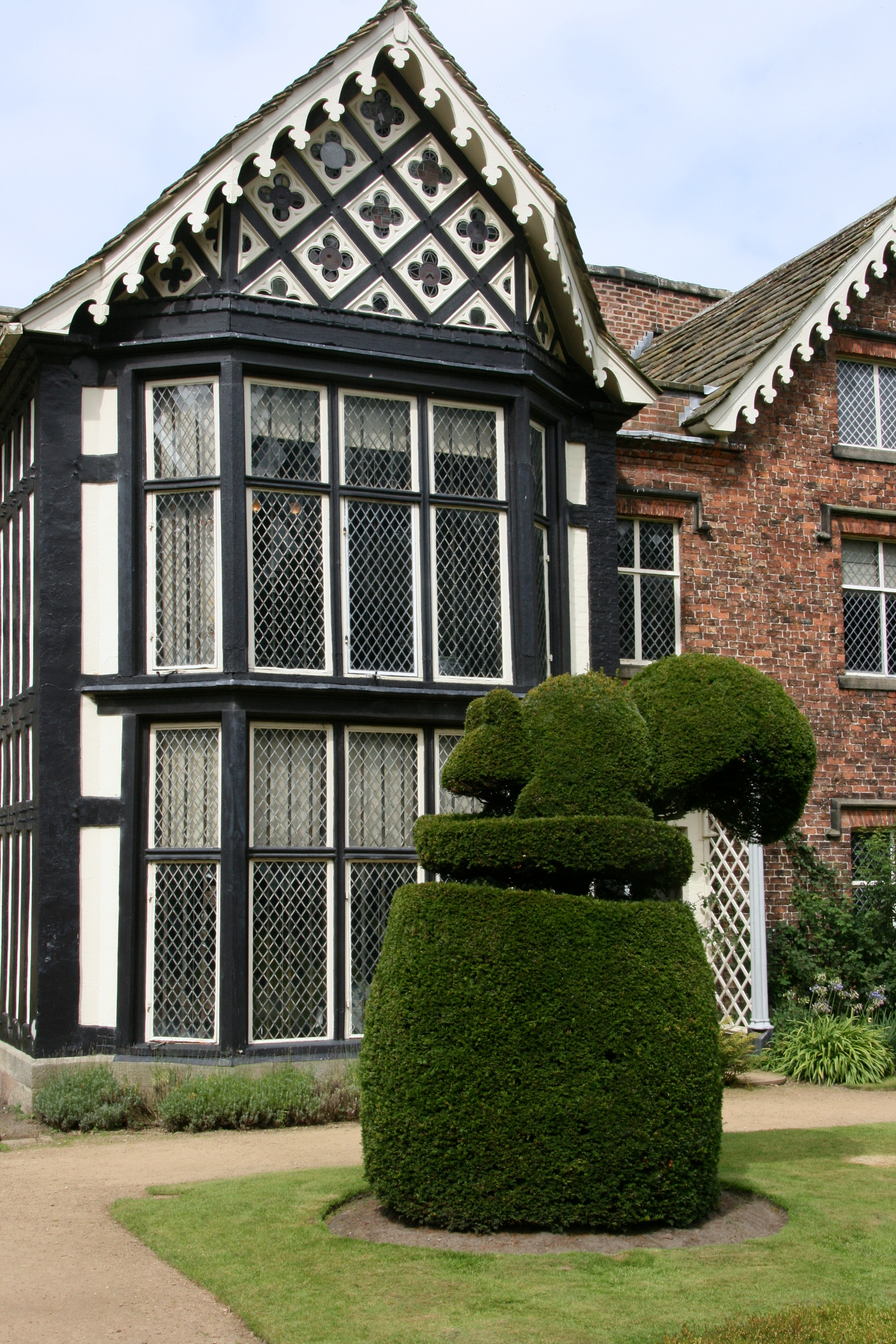
تشذيب أو تقليم سنجابي، قاعة روفورد القديمة، لنكشير، إنجلترا

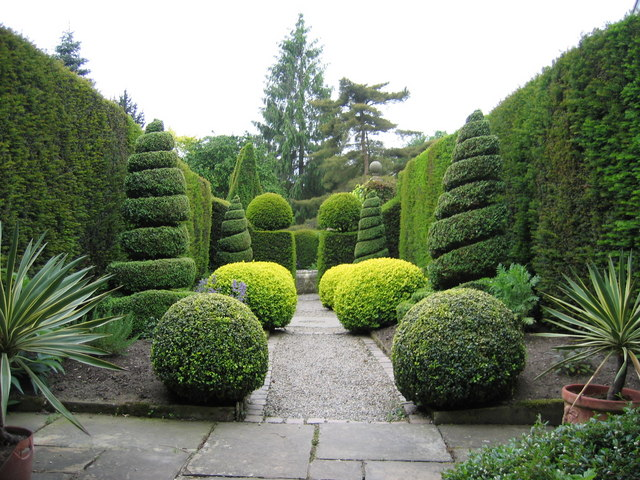
بوابة حديقة يورك في ليدز

التشذيب التزييني أو تقليم الزينة هو آحد أعمال البستنة. ويعني تشذيب النباتات المُعمِّرة عن طريق قص أوراق الشجر والأغصان والشجيرات القزمة من الأشجار والشجيرات لتطويرهم والحفاظ على أشكال واضحة المعالم هندسية أو خيالية.